# 星野かおり
星野かおり（ほしの かおり、1971年2月18日 - ）は、日本の元タレント、元グラビアアイドル。セクシーグループ「セクシーメイツ」（SEXY MATES）の一員として、斉藤りさ、染谷まさ美と共にテレビ東京系「ギルガメッシュないと」にレギュラー出演。現役当時の所属はイトーカンパニー。グループ解散後に引退。

## 来歴
- 下記に記す出演歴の以前から、テレビなどのミスコンテストや公開オーディションに複数回応募。1986年には「夕やけニャンニャン」（フジテレビ）と「ヤングパラダイス」（ニッポン放送）のコラボレーション企画である「ヤンパラ・イメージガールオーディション」に出場。最終審査まで残り、夕やけニャンニャンに最終候補の一人として出演経験がある。
- 1990年、「オールナイトフジ」（フジテレビ）で3代目シーエックスの一員となり、さらにメンバーを性格や得意分野などでチーム分けした際に、水着系の企画やロケなどを担当する「ブッコキエンジェルス」の一員となる。
- 「オールナイトフジ」終了後はレースクイーン（鈴鹿8耐・OKI ホンダ）やグラビア・モデルとして活躍。斉藤りさ、染谷まさ美らと「ギルガメッシュないと」（テレビ東京）の番組企画から派生したセクシーグループである「ギルガメセクシーメイツ（後にセクシーメイツへと改名）」の結成を機に、テレビタレントや歌手としても活躍。
- セクシーメイツ解散後、芸能界を引退。

## ビデオ
- ザ・ベスト・オブ・ギルガメッシュNIGHT（1993年、テレビ東京）
- ギルガメッシュNIGHTリターンズ Part.2 ヌードパフォーマンス編（BEAMエンターテインメント）

## 映画
- ぷるぷる天使的休日（1994年、東映）

## TV
- ギルガメッシュないと（テレビ東京）
- オールナイトフジ（フジテレビ）
- とんねるずのみなさんのおかげです（フジテレビ）

## その他
- CD「セクシータイムスリップ」（ソニーレコード）
- CD「年下の男の子」（ソニーレコード）
- CD「Goo-Lee Goo-Lee」（ソニーレコード）
- CD「ジャングル」（ソニーレコード）
- DVD「SEXY MATE CRIPS」（ソニーレコード）
- 写真集「SEXY MATES」（1993年、日本出版社）
- 写真集「Funky! SEXY MATES」（1995年、光文社）
- 雑誌「97年 お宝キャンギャル大解剖 No.54」（1997年、バウハウス）
- 雑誌「Spa!」 特集『大人気セクシーガールズの舞台裏』（1992年12月23日号）
- 雑誌「Spa!」 グラビア『色白美人はちんぴく美人』（1992年11月25日号）
- 雑誌「ゾッコン」 グラビア（1994年 Vol.4、漫画ローレンス3月号増刊 ）
- 雑誌「Wooooo!」 グラビア（1994年10月1日、マガジン・マガジン）